# A Turma do Arrepio
A Turma do Arrepio é uma série  história em quadrinhos, criada por César Sandoval, lançada em 1989 e publicada pela Editora Globo até 1993. Ao todo, a coleção possui quarenta e três revistinhas e um almanaque. Em 1995, a Rede Manchete exibiu um seriado em live action de 45 minutos, às 17h, baseado nos quadrinhos da Turma do Arrepio, o seriado teve dois elencos diferentes.
Em 2009, A Turma do Arrepio voltou a ser editada, desta vez pela editora As Américas. Já em 2015 o Projeto Teatrando do Plaza Shopping Itu realizou uma peça da "Turma do Arrepio" na versão Puppets.

## Personagens principais
- Medeia, a pequena bruxa: Moradora do Edifício do Arrepio, é a única menina da Turma do Arrepio. Mas com o gênio que ela tem, isso até que é sorte. Esta adorável aprendiz de feiticeira tem uma personalidade muito forte e é dada a explosões temperamentais toda vez que duvidam da eficiência de seus poderes mágicos. Herdeira dos segredos feiticeiros da família, Medeia ainda não domina com segurança suas técnicas dos encantos e feitiços, provocando muita confusão quando resolve "magicar". Seu bichinho de estimação é uma dragoa - Dragmar. Medeia adora assumir o controle das situações. mas quando alguma coisa sai errada, pôe a culpa nos outros imediatamente. Apesar de tudo, ela preocupa com seus amigos e leva artes em magia branca e colorida até as últimas consequências para livrá-los de perigos. Seu maior receio é enfrentar situações novas, como o primeiro dia na escola. Detesta críticas, principalmente dos seus feitiços e poções desastrosas. Na banda da turma, ela toca flauta. Filha da grande Bruxa, sua mãe faz efeitos especiais de grandes filmes.
- Draky, vampiro: De origem nobre, Draky tem todos os poderes, e, é claro, todos os problemas de seus antepassados. Improvisar problemas é seu forte, por isso conta com Belfedo, seu morcego de estimação. Por ter recebido uma educação refinada, Draky possui vasta cultura e é consultor da turma para assuntos eruditos ou que envolvem maldições, já que é especialista nesta área. Adora se exibir usando palavras complicadas só para explicá-las depois. Uma preocupação de Draky é a aparência. Por isso nunca vira morcego, pois acha um animal muito inferior. Seu maior receio é ir ao dentista, por isso escova os dentes muito bem. Não contente em levar sua vida noturna, Draky possui uma coleção de óculos de sol para aproveitar também os proveitos do dia.Para dormir usa o caixão mais luxuoso da loja. Adora música clássica, mas na banda de rock da turma, é o líder e toca teclados. É vegetariano, mas prefere coisas rosadas ou vermelhas. É o neto mais novo do conde Drácula.
- Tuty, a múmia: É uma mumiazinha descendente de faraós que veio direto do Antigo Egito, que adora curativos e fitas adesivas. Tem medo de traças e é alérgico à pó, soltando espirros superfortes. Tem 4.500 anos e detesta lugares apertados. Adora passagens secretas,
- Stein, pequeno Frankenstein: É um garoto biônico superforte, construído pelo grande Dr. Frankenstein. Adora consertar tudo do seu jeito mesmo não estando quebrado. Vive inventando máquinas malucas e apertando os próprios parafusos para se regular. Também está sempre tentando controlar a força de seu braço, mas acaba piorando mais ainda a situação.
- Luby, lobisomem: É um filhote de lobisomem, meio menino, meio lobo. Adora hambúrguer e seu esporte favorito é correr atrás de carteiros e entregadores de pizza. Detesta quando confundem-no com um cão. Tem medo de se tornar um menino normal e não pertencer mais à turma.
- Belfedo, o morcego: É o morcego de estimação do Draky. Pertencia à tia do Draky (Ametista) e está "passando um tempinho" (algo como uns 100 anos) com a turma. Adora pregar peças em todos os outros, vive fazendo piadas e traquinagens, e adora chamar o Draky de "primo", coisa que ele odiava. É o maior bagunceiro e não perde a oportunidade de fazer piada, nem sempre muito originais.
- Epitáfio, o zumbi: Porteiro do prédio do Arrepio, apesar de meio bobo as vezes, estava sempre esperando por alguma traquinagem da turma.
- Seu Doroteu, o humano: Síndico do Edifício do Arrepio, estava sempre a ponto de enlouquecer por causa das confusões e loucuras da Turma do Arrepio.
- Magnólia, a aranha: É uma tarântula que vive no Edíficio do Arrepio, no canto da portaria. Muito feminina, usa um laço na cabeça e é amiga da Medeia. Está sempre fazendo tricô na sua teia.
- Dragmar, a "dragoa" : É um dragão fêmea de estimação da Medeia. É rosa, cospe fogo, usa vestido de bailarina, fala e fica um pouco brava às vezes. Ela se acha linda e, apesar de ser gigante, cabe numa caixinha que Medeia leva na mão.

## Elenco do seriado
O seriado exibido na Rede Manchete teve dois elencos diferentes, sem explicação o primeiro elenco foi todo substituído por um novo, e todos os personagens tiveram mudanças bem significativas em seus figurinos; por exemplo Stein o Frankenstein, que no primeiro elenco, era interpretado por um ator gordo, e já no segundo era um ator bem mais magro e alto, ou a Medeia que usava dentões postiços e deixou de usar no segundo elenco.
Um fato bem curioso envolvendo essa troca de atores e figurinos ocorreu uma vez no quadro onde eram respondidas as cartas dos telespectadores, quando uma criança escreveu perguntando porque a Bruxa Medeia tinha os dentes grandes iguais aos da Mônica; porém, naquela atual fase do programa, Medeia já não tinha dentes salientes (pois os dentões da personagem pertenciam ao antigo figurino do primeiro elenco) e por causa disso teve de ser dito no programa que ela consertou os dentes no dentista (apesar de nos desenhos dos quadrinhos ela continuar com os dentes grandes).
Abaixo dados do elenco, fornecidos pelo ator Sérgio Cavalcante. 
| Personagem            | Temporadas                                       | Temporadas         |
| Personagem            | 1ª (1995)                                        | 2ª (1997)          |
| Principal             | Principal                                        | Principal          |
| --------------------- | ------------------------------------------------ | ------------------ |
| Draky                 | Sérgio Cavalcante                                | Sérgio Cavalcante  |
| Medéia                | Flavia Beghin                                    | Débora Cardoso     |
| Luby                  | Milton Brum                                      | Mauricio Agrela    |
| Stein                 | Artur José Pinto                                 | Alexandre Bamba    |
| Tuty                  | Susete Rodrigues                                 | Célia Borges       |
| Belfedo (voz)         | Eduardo Alves                                    | Dácio Bicudo       |
| Belfedo (manipulação) | Mário de Ballentti                               | Fumiyo Kai         |
| Caveiras              | Mário de Ballentti Paulo Balardim Magda Crudelli |                    |
| Seu Doroteu           | Carlos Mariano Valmir Santana                    |                    |
| Seu Epitáfio          | Marcelo Médici                                   | Rodney D' Annibale |

## Outras Mídias
Em 22 de dezembro de 2022 dois jogos  para Android foram feitos sendo desenvolvido pelo SBT, um de corrida chamado Turma do Arrepio Grand Prix e outro de bater tazos chamado Flipz. Ambos os jogos contaram com um redesign nos personagens. Em 2024 ambos jogos foram removidos pra download da PlayStore.

## Ligações Externas
- A Turma do Arrepio no Facebook
- A Turma do Arrepio no Instagram